# Piranga rubriceps
Piranga rubriceps е вид птица от семейство Cardinalidae.

## Разпространение
Видът е разпространен в Еквадор, Колумбия и Перу.